# Hámi (Kína)
Hámi, korábbi nevén Kumul egy kínai prefektúra szintű város. Liuyuantól 272 kilométerre egy völgyben található. Dunhuangon és Jade kapun keresztül lehetettt Hámiba eljutni. Évente 50 mm eső esik. Hami-gua nevezetű dinnyét termesztik a településen. Marco Polo járt Hámiban és vendégszeretőnek találta a helyieket. Lakosainak száma 673 383 fő (2020).
Kamul Tangut része volt. Kettő sivatag található a falu közelében. A nagy Lop-sivatag van az egyik oldalon.

## Népessége
| Lakosok száma | 492 096 | 541 836 | 572 400 | 673 383 |
|               | 2000    | 2007    | 2010    | 2020    |